# Bahnhof Brenner

Der Bahnhof Brenner (italienisch Stazione di Brennero) befindet sich an der Brennerbahn. Er ist der Grenzbahnhof zwischen Nord- und Südtirol bzw. zwischen Österreich und Italien.

## Lage
Der Bahnhof liegt auf der Passhöhe des Brenners (1370 m). Dieser enge, höchstgelegene Abschnitt des Wipptals bietet zwischen steilen Berghängen nur wenig Platz für das kleine Passdorf Brenner und wird zu großen Teilen von Verkehrsinfrastrukturen wie dem Bahnhof, der A22/A 13 und der SS 12/B 182 beansprucht. Der Bahnhof befindet sich fast zur Gänze auf dem Gebiet der Südtiroler Gemeinde Brenner bzw. auf italienischem Staatsgebiet, das hier auch auf Flächen nördlich der Wasserscheide übergreift. Lediglich kleinere Teile im nördlichen Bereich des Bahnhofs gehören zur Tiroler Gemeinde Gries bzw. zum österreichischen Staatsgebiet.

## Geschichte

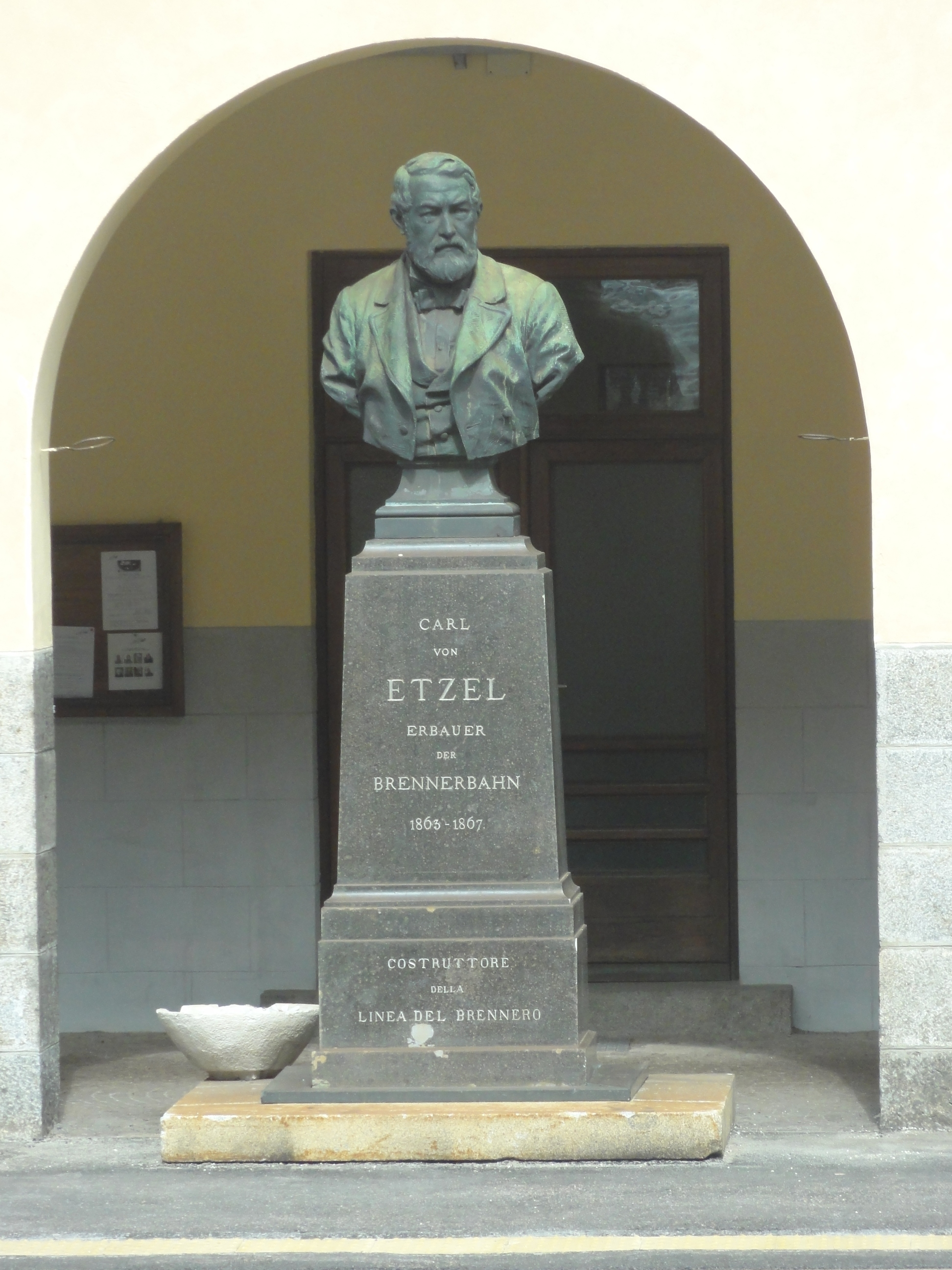
Büste von Carl von Etzel am Bahnhof

Der von Wilhelm von Flattich entworfene Bahnhof wurde 1867 zusammen mit dem gesamten Abschnitt der Brennerbahn zwischen Innsbruck und Bozen in Betrieb genommen. An den planenden Ingenieur des Projekts, Carl von Etzel, erinnert eine Bronzebüste am Bahnhofsgelände. Die ursprünglich relativ unbedeutende Station erfuhr 1888 aufgrund der hohen Fahrgastzahlen der neuen Strecke eine erste Erweiterung.
Die Annexion Südtirols durch Italien infolge des Ersten Weltkriegs veränderte die Situation grundlegend, da nun die neue Staatsgrenze über den Brenner verlief. Die Teilstrecken Innsbruck–Brenner und Verona–Brenner wurden von nun an von zwei verschiedenen Verwaltungen betreut, die sich in feindseliger Haltung gegenüberstanden. In den 20er Jahren erfolgten erste Ausbaumaßnahmen durch die Ferrovie dello Stato, allerdings mussten wegen der beengten Platzverhältnisse diverse Funktionen des Grenzbahnhofs an die Bahnhöfe Innsbruck und Franzensfeste übergeben werden. 1928 wurde der österreichische Abschnitt der Brennerbahn mit Einphasenwechselstrom (15 kV 16⅔ Hz) elektrifiziert, 1929 der italienische Abschnitt mit Drehstrom (3,6 kV 16⅔ Hz). Allerdings wurde erst 1934 den Bundesbahnen Österreichs gestattet, ihre Leitungen vom Bahnhof Brennersee bis in den Bahnhof Brenner auf italienisches Staatsgebiet zu verlegen; bis dahin war auf österreichischer Seite der Einsatz von Dampflokomotiven für die letzten Meter zur Passhöhe nötig gewesen.
1930 wurde ein kompletter Neubau des Aufnahmsgebäudes seiner Bestimmung übergeben. Der ausführende Architekt war Angiolo Mazzoni, der gemäß der faschistischen Ideologie mit dem Entwurf einer Anlage betraut worden war, die eine „typisch italienische Formgebung aufweisen“ sollte. Bereits 1933 erhielt Mazzoni die Aufgabe, den Bahnhof nochmals zu erweitern. Der dabei entstandene Inselbahnsteig zwischen zwei Durchgangsgleisen ermöglichte von nun an die Einfahrt der österreichischen Züge mit Wechselstrom und bot in einem neuen Gebäude Platz für die Zollstation und andere Einrichtungen. Die Einweihung des Ausbaus erfolgte 1937.
Am 18. März und 4. Oktober 1940 sowie am 2. Juni 1941 rückte der Bahnhof Brenner ins Blickfeld der internationalen Öffentlichkeit: Hier trafen sich die beiden Diktatoren Adolf Hitler und Benito Mussolini zu Konsultationen im Kontext des von ihnen entfesselten Zweiten Weltkriegs. Am 21. März 1945 kam es zu einem heftigen alliierten Bombardement.
Der Wiederaufbau nahm einige Jahre in Anspruch; erst 1948 konnte ein regelmäßiger Bahnverkehr aufgenommen werden. Das Aufnahmsgebäude wurde in wesentlich veränderter und vergrößerter Form erneuert, das Gebäude am Mittelbahnsteig erhielt unter anderem einen Kontrollturm. 1965 rüstete man auf italienischer Seite das Bahnstromsystem auf Gleichstrom (3 kV) um. Auf die 80er Jahre datieren weitere wesentliche Umgestaltungen, als die Ferrovie dello Stato diverse Zubauten errichteten.
Ende des 20. Jahrhunderts ging der Platzbedarf im Aufnahmsgebäude stark zurück. Nach dem Bau der Brennerautobahn hatte sich der Güterverkehr zunehmend auf die Straße verlagert; das Ende des Kalten Kriegs brachte das militärische Interesse an der italienischen Nordgrenze zum Erliegen; durch den EU-Beitritt Österreichs 1995 verschwanden die Zölle; dank dem Schengener Abkommen fielen 1998 selbst die Grenzkontrollen weg. Große Teile des Aufnahmsgebäudes stehen dementsprechend leer.
Der sich im Bau befindliche Brennerbasistunnel für den Personenfern- und Güterverkehr wird einen weiteren Bedeutungsverlust des Bahnhofs mit sich bringen.

## Baulichkeiten

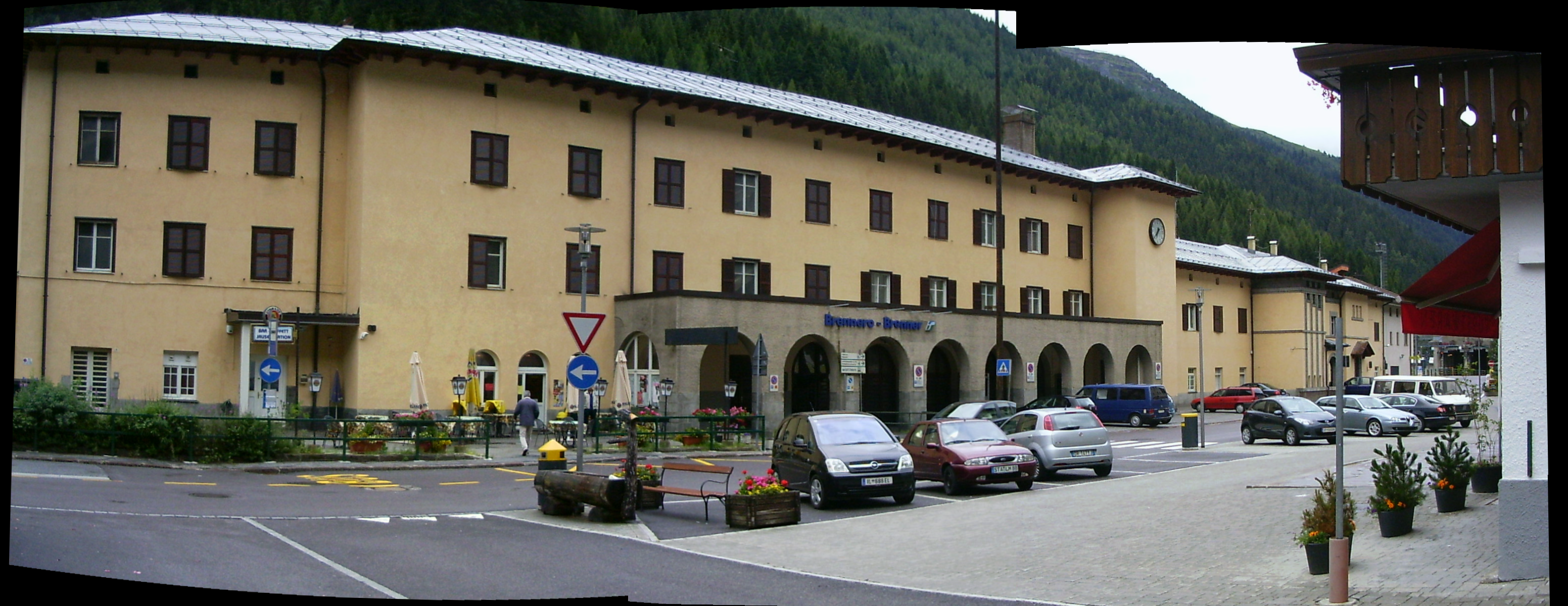
Straßenseite des Aufnahmsgebäudes

Von der 1867 eröffneten Anlage sind einzig die Wasserstation und der ehemalige Lokschuppen erhalten. Das Aufnahmsgebäude Mazzonis hat durch seinen Wiederaufbau nach dem Zweiten Weltkrieg an architektonischer Qualität eingebüßt. Es handelt sich um ein verhältnismäßig großes Bauwerk aus Granit und Porphyr mit Bogengängen zur Straße und zu den Gleisen. Auch das Gebäude zwischen den Durchgangsgleisen mit seinen zylindrischen Pilastern, seiner Verkleidung mit Laaser Marmor und seinen Einlassungen aus rosafarbenem Granit erfuhr eine starke Veränderung. All die genannten Bauten stehen seit 2004 unter Denkmalschutz.

## Funktion

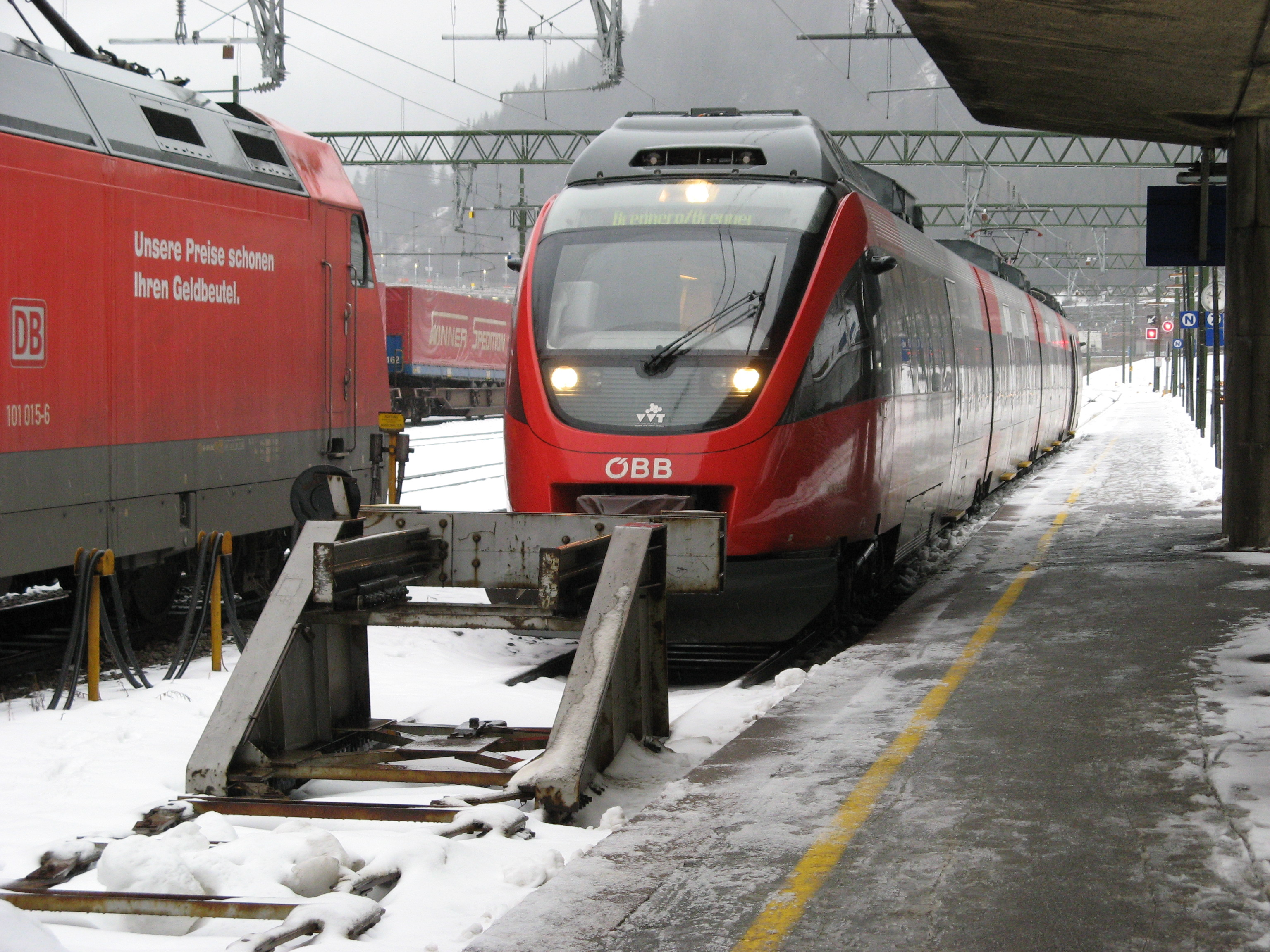
Regionalzug der ÖBB

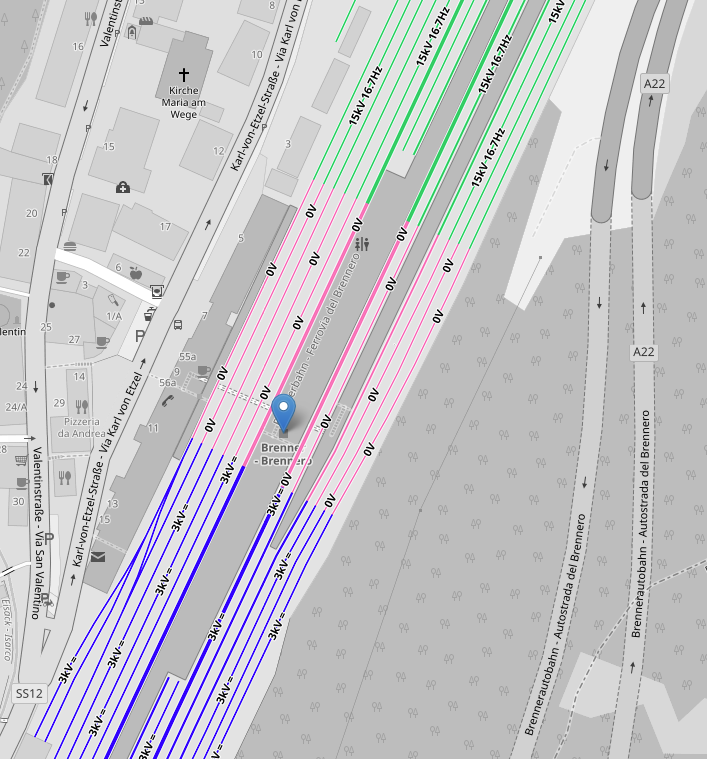
Systemtrennstelle.
Grün: 15 kV, Blau: 3 kV

Durch die Elektrifizierung der Brennerbahn mit unterschiedlichen Bahnstromsystemen in den 1920er Jahren wurde der ursprüngliche Zwischenbahnhof faktisch zum doppelten Endbahnhof. Die Systemtrennstelle zwischen dem italienischen und österreichischen Netz konnte jahrelang nur von den eigens für die Korridorzügen beschafften Lokomotiven der ÖBB-Reihe 1822 ohne Lokwechsel passiert werden. Da nach wie vor zahlreiche Züge am Brenner entweder ihr Triebfahrzeug wechseln müssen oder ihre Endstation erreichen, ist der Bahnhof Brenner sowohl im Personen- als auch Güterverkehr von großer Bedeutung. Mit der Fertigstellung des Brennerbasistunnels wird allerdings ein großer Teil des aktuellen Zugverkehrs über den Pass wegfallen.
Der Bahnhof Brenner wird von internationalen EuroCity- und Railjet-Fernverkehrszügen angefahren, die Deutschland, Österreich und Italien miteinander verbinden. Bedient wird er im Bereich des Nahverkehrs in getakteter Folge von Regionalzügen der ÖBB (S-Bahn Tirol ), der Trenitalia und der SAD, die seit 2013 durch ihre Mehrsystemtriebzüge (Stadler Flirt) auch durchgehende Verbindungen zwischen Innsbruck und Bozen anbietet. Als wichtiger Knotenpunkt des öffentlichen Verkehrs halten am Bahnhof auch italienische wie österreichische Regionalbusse.

## Trivia
Der Bahnhof wurde im Rahmen des VCÖ-Bahntests 2015 mit 9 anderen Bahnhöfen am schlechtesten beurteilt.
(Siehe auch: Schönster Bahnhof Österreichs)

## Abbildungen

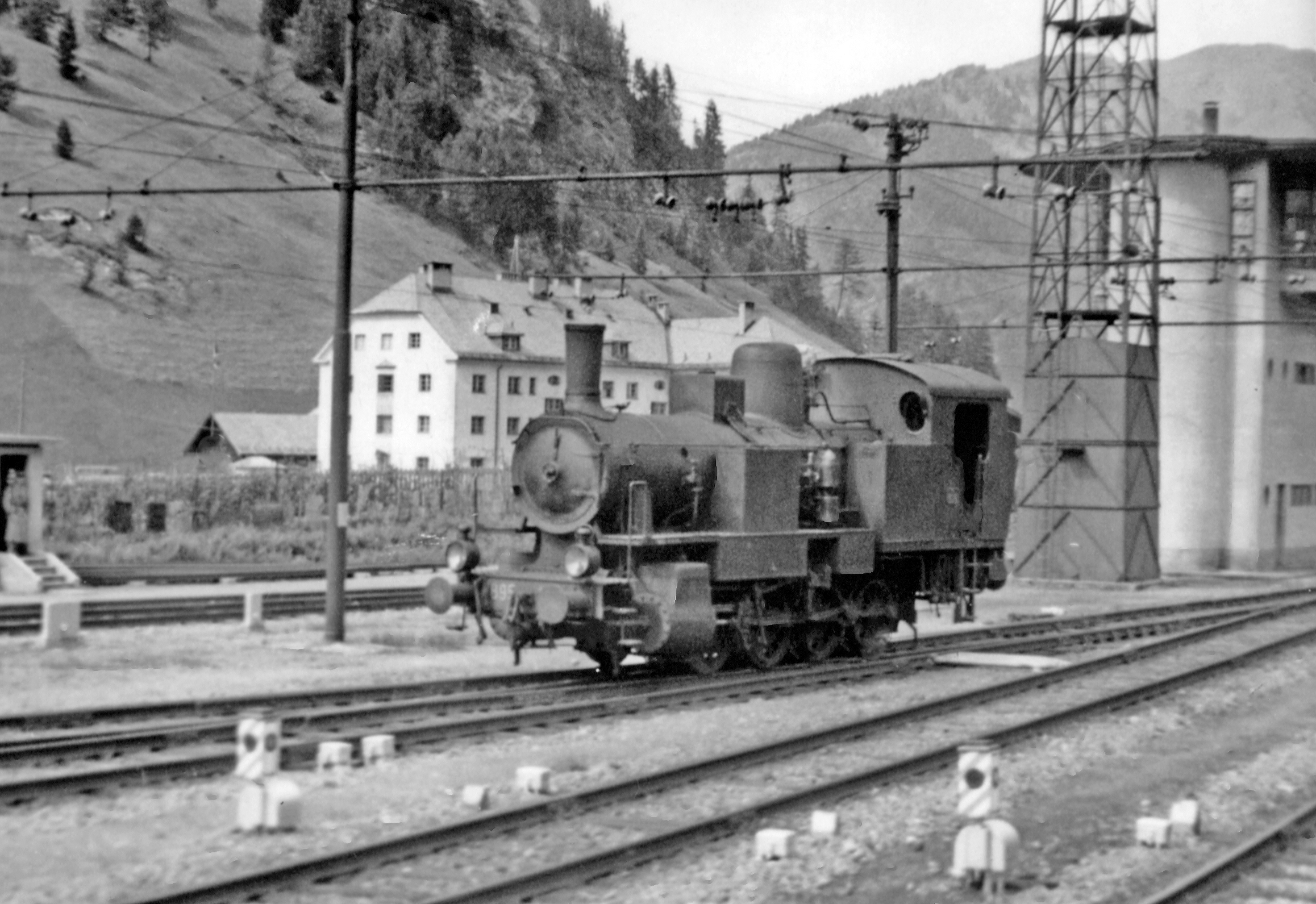
Dampflokomotive der FS im Bahnhof Brenner (1954)
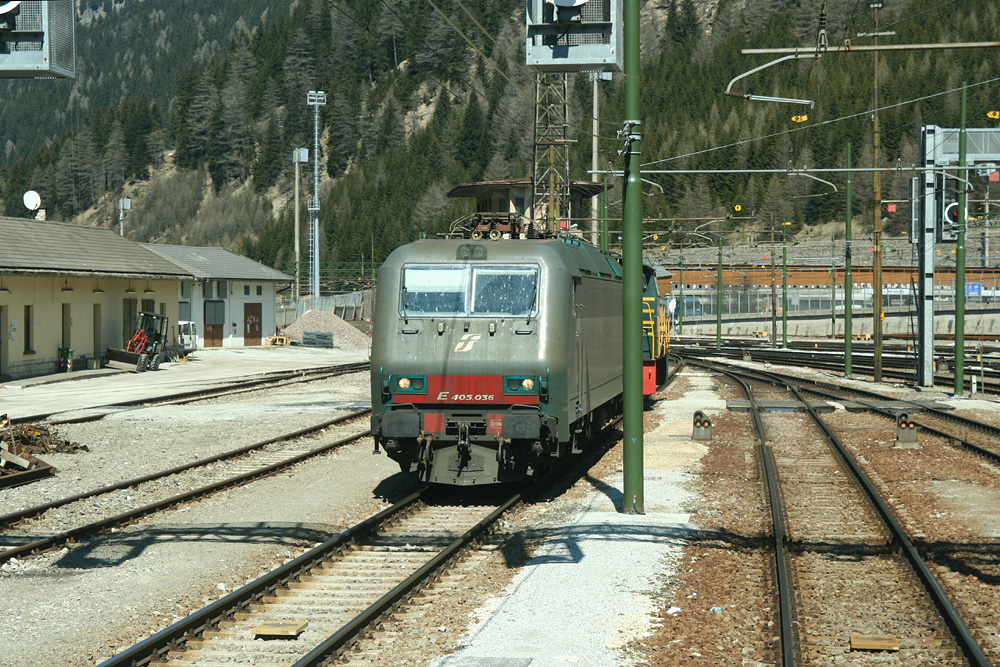
E 405 036 von Trenitalia im Bahnhof Brenner (2007)
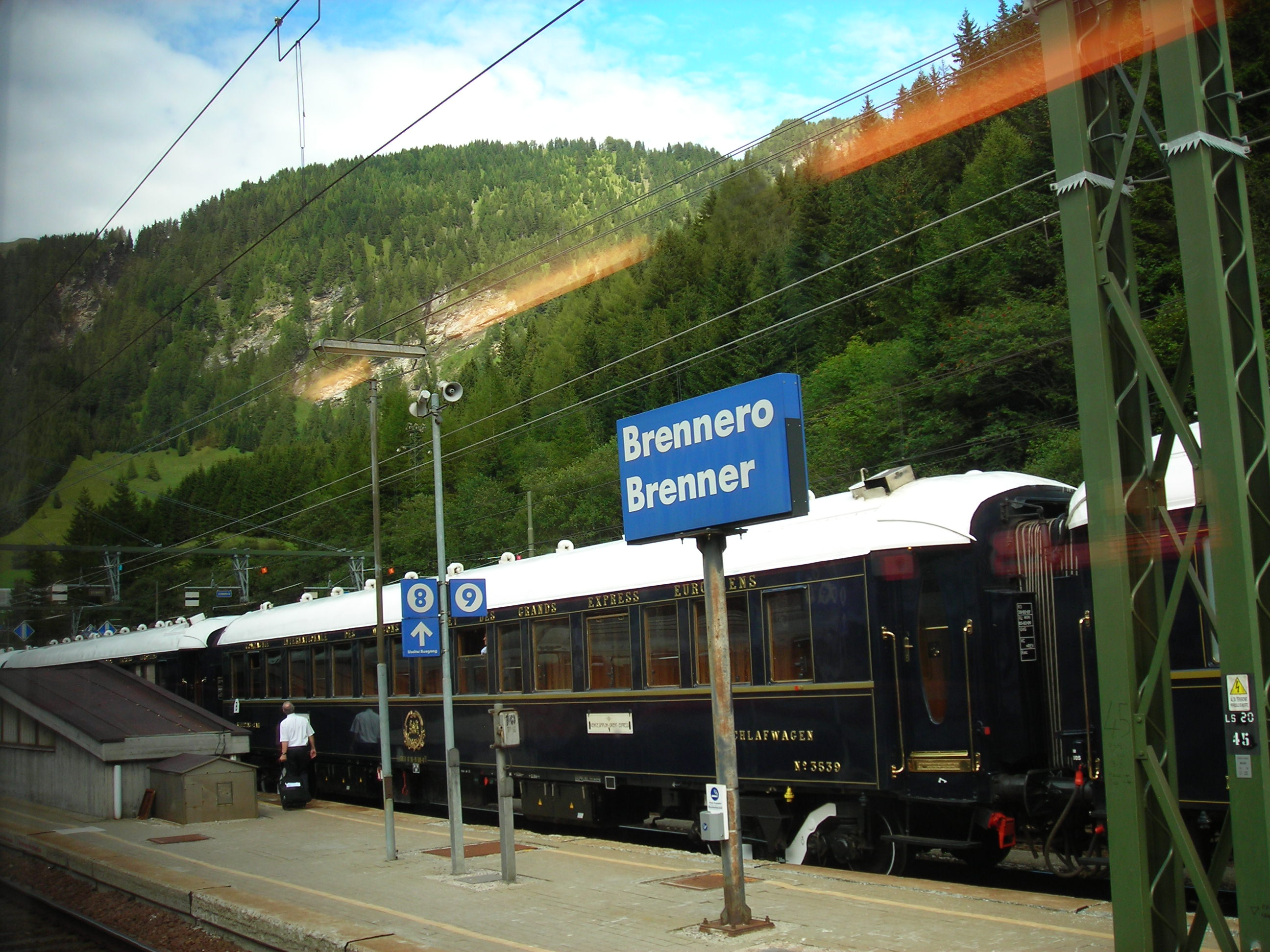
Venice-Simplon-Orient-Express (2010)
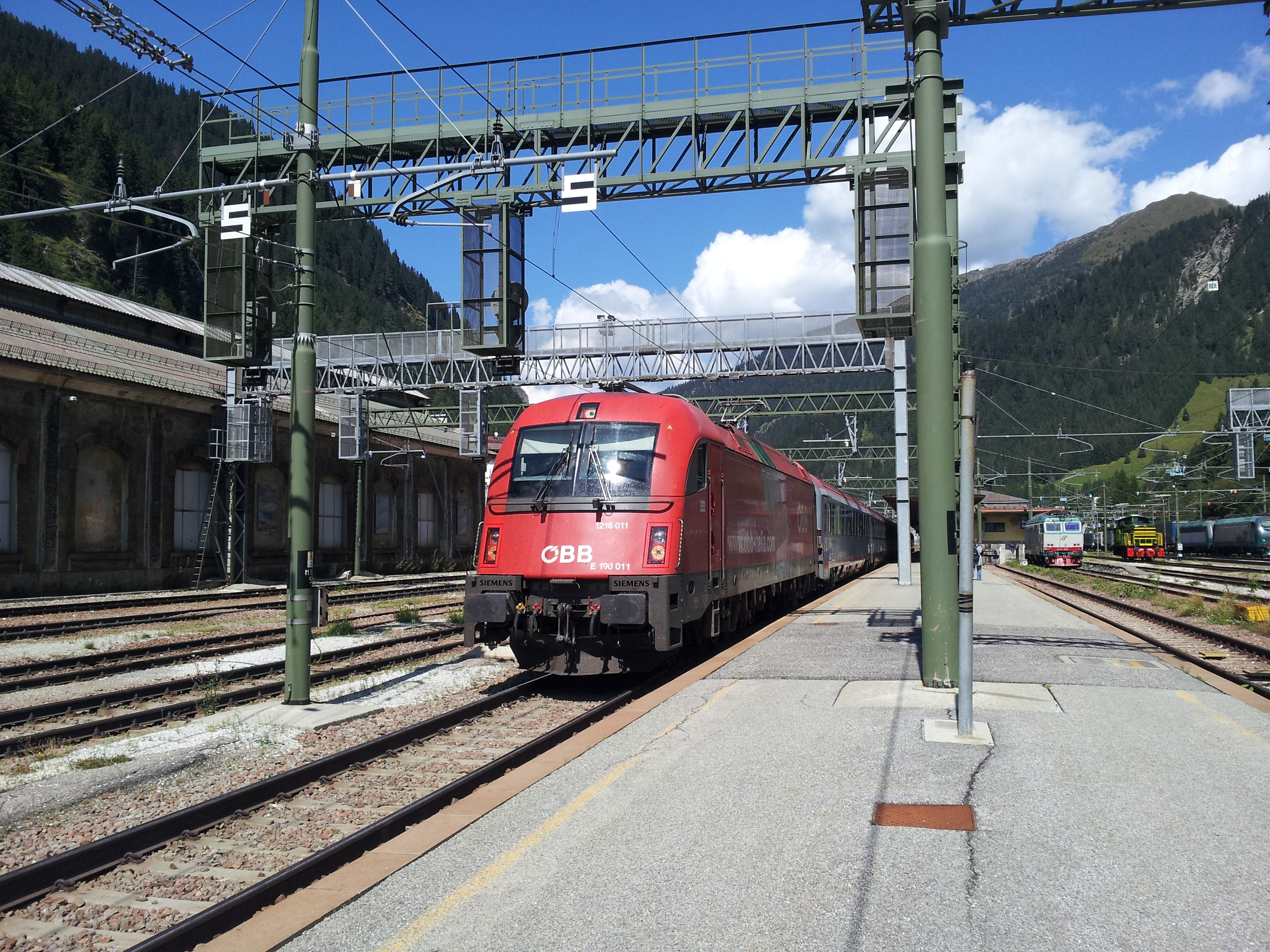
1216 011 der ÖBB mit EC Richtung Verona (2013)